# Harkema
Harkema (en frisó De Harkema) és un poble en el municipi d'Achtkarspelen de la província de Frísia, al nord dels Països Baixos. Té 4.203 habitants. Fins a 1972 el nom del poble va ser Harkema-Opeinde.

## Personatges il·lustres
- Pieter Weening, ciclista